# 対人可読媒体

EANコードで表わされたISBN。文字列は人間にとって，バーコードは機械にとって可読な情報である。

対人可読媒体，または対人可読形式とは人間が自然に読み取ることが可能なデータや情報である。
本稿では対となる概念である対物可読についても触れる。

## 概要
電算機処理において，ASCIIやUnicodeにより符号化された文章は，2進数表記により表される算料より対人可読だと言えよう。
実際問題，すべてのデータは，適切に整備され適切な命令を与えられた電算機によって解析することができるわけであるが，記憶領域容量の節約，解析や変換にかかる入出力効率の良さなどの面から機械語（またはそれに近い形式）が選択されることが多い。
ほとんどの場合，対人可読でない算料といえば対物可読形式，つまり電子的・機械的・光学的な読取に特化した記憶媒体である。
対人可読な規約を組むことで，不具合の修正に懸かる労力が大幅に減少したとの報告がある。

## 例
数々の組織が対人可読なデータと対物可読なデータの標準化に携わってきた。各々の組織，例えば万国郵便連合などが
，各々の分野でそれらの標準規格を適用してきた。

### バーコード
統一商品コード (UPC) のバーコードは我々人間にとっては非常に読みづらいが，その読取に特化した機械にとっては確実で信頼性に富む情報である。一方でバーコードの情報としてUPCに付与された割り当て番号の数列
は，人間にとって読みやすいものである。バーコードを扱う数多くの小売店において，バーコードに付与された対人可読な数列の一部は紐付けされた商品の価格を表わしている。

## 近況
XMLに代表される標準化・高度構造化されたマークアップ言語の登場，および記憶装置や情報通信網の高速化と低廉化にともない，対人可読性と対物可読性は過去のそれらよりずっと近い位置にいる。加えてこれらの構造化された情報は送信・記録のために非常に効率的な圧縮を施すことができる。

## その他の用法
対人可読という用語はまた，統一資源位置指定子といった長大で複雑な構文記法より理解・記憶しやすい短かい名称を指すこともある。
「対人可読」という言葉が任意の整数を一連の英単語に符号化するという意味で用いられることもある。小数や他の2進数形式の符号化体系と比べ，（少なくとも英語圏の人間にとって）英単語は読解・記憶・記述するのに楽である。

## 脚註

### 註釈
1. ↑  バーコード界隈ではこの形式を特に目視可能文字・目視用数字と呼称することもある
[3]
[4]。